# Zigliara
Zigliara é uma comuna francesa na região administrativa de Córsega, no departamento de Córsega do Sul. Estende-se por uma área de 12,85 km². 